# Kropicí vozy KPS série 1–3 (Brno)
Kropicí vozy KPS série 1–3 byly dvounápravové kropicí tramvajové vozy vyrobené pro Stavební úřad města Brna, odbor čištění města. Jednotlivé vozy se od se od sebe odlišovaly, nicméně sdílely stejnou základní konstrukci. Mechanickou část vozů vyrobila Královopolská strojírna a kropicí zařízení firma Hrček & Neugebauer.

## Konstrukce

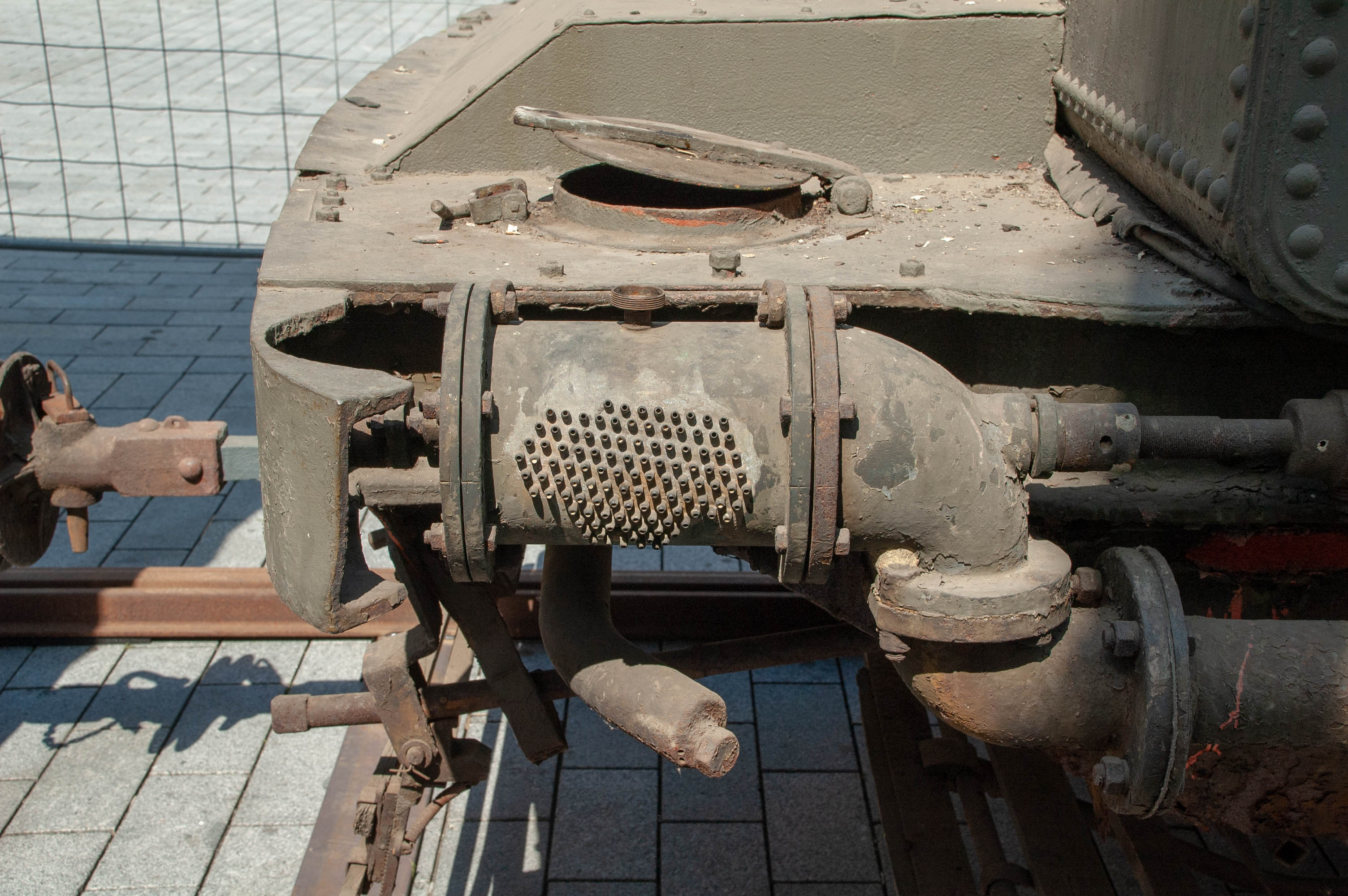
Detail kropicího zařízení na čele vozu

Pojezd vozu byl volnoosý. Na hlavním rámu byly umístěny dvě nýtované nádrže lichoběžníkového tvaru, navzájem propojené. Mezi nádržemi se nacházela dřevěná otevřená kabina se stanovištěm řidiče a stanovištěm pro obsluhu kropicího zařízení. Pod podlahou kabiny řidiče se nacházelo čerpadlo pro dočerpávání i kropení. Čerpadlo bylo ovládáno pomocí pomocného kontroléru.

### Vozy čísel 1 a 3
Kropicí zařízení bylo umístěno po stranách čel vozu. Kontrolér dodala firma AEG. Jednalo se o typ B30vw8 nebo B6-30 s 11 stupni pro jízdu (6 sériových a 5 paralelních) a 6 stupni brzdovými. Motory taktéž od firmy AEG byly typu U 104.
U vozu číslo 3 byl kontrolér otočen o 90°, takže řidič stál bokem ke směru jízdy.

### Vůz číslo 2
Kropicí zařízení bylo umístěno uprostřed pod kabinou řidiče. Kontrolér typu ŠKODA měl 7 stupňů pro jízdu (4 sériové a 3 paralelní) a 6 stupňů brzdových. Motory byly typu TIS Picolo 2434th.

## Dodávky
| Současný stát | Město | Článek | Výrobce  | Roky dodávek | Počet vozů | Evidenční čísla při dodání | Poznámky | Zdroj |
| ------------- | ----- | ------ | -------- | ------------ | ---------- | -------------------------- | -------- | ----- |
| Česko         | Brno  | článek | KPS Brno | 1923         | 1          | 1                          |          | [ 1 ] |
| Česko         | Brno  | článek | KPS Brno | 1925         | 1          | 2                          |          | [ 1 ] |
| Česko         | Brno  | článek | KPS Brno | 1928         | 1          | 3                          |          | [ 1 ] |

## Provoz
Vozy byly v provozu od dubna do října. Na začátku druhé světové války byly kabiny vozů zaskleny. V 50. letech 20. století byly na vozy dosazeny sněžné pluhy, takže bylo možné jejich využití i v zimním období. Jako první byl vyřazen vůz číslo 2 a to v roce 1962. Zbylé vozy jezdily až do druhé poloviny 60. let 20. století. V roce 1973 byl vůz číslo 3 předán v zchátralém stavu TMB a čeká na renovaci.